# كرونة سلوفاكية
الكرونة السلوفاكية (بالسلوفاكية Slovenská koruna) هي عملة سلوفاكيا منذ 8 فبراير 1993 وذلك بدلا من الكرونة التشيكوسلوفاكية التي أوقف العمل بها بعد انقسام تشيكوسلوفاكيا. كلمة كرونة "koruna" تعني باللغة السلوفاكية التاج. تنقسم الكرونة إلى 100 قسم يدعى بالهالير.
أصدرت العملات الورقية من فئة:
20, 50, 100, 200, 500, 1000, 5000 كرونة.
أما العملات المعدنية فهي من فئة:
50 هالير، 1، 2، 5، 10 كرونة. حيث سحب من التداول كل من 10 و 20 هالير في 31 ديسمبر 2003.
حدد البنك المركزي سعر صرف الكرونة بداية عند قيمة ثابة. ثم تم ربطها منذ 14 يوليو 1994 وحتى 2 أكتوبر 1998 بسلة عملات مكونة بنسبة 60% من المارك الألماني و 40% من الدولار الأمريكي.
منذ أكتوبر 1998 تم تحرير سعر صرف الكرونة السلوفاكية وأصبح خاضع لمبدأ العرض والطلب في سوق العملات العالمي.
منذ 26 نوفمبر 2005 تم ربط الكرونة باليورو وتثبيت سعر الصرف عند قيمة 38.455 بمجال متغير +15 % / -15 % وذلك استعدادا لضم سلوفاكيا إلى منطقة اليورو في عام 2009.